# Liste der Monuments historiques in Lamarche
Die Liste der Monuments historiques in Lamarche führt die Monuments historiques in der französischen Gemeinde Lamarche auf.

## Liste der Immobilien
| Bezeichnung                       | Beschreibung            | Standort                                 | Kennzeichnung | Schutzstatus   | Datum | Bild           |
| --------------------------------- | ----------------------- | ---------------------------------------- | ------------- | -------------- | ----- | -------------- |
| Kirche Notre-Dame-de-l’Assomption | ab dem 13. Jahrhundert  | Rue de l’Église (Lage)                   | PA00107190    | Classé         | 1997  | weitere Bilder |
| Kapelle Notre-Dame                | aus dem 12. Jahrhundert | Aureil-Maison, rue de Rappechamps (Lage) | PA00107189    | Inscrit        | 1926  | weitere Bilder |
| Wohnhaus                          | aus dem 18. Jahrhundert | 31 rue du Colonel-Renand (Lage)          | PA00107191    | Classé Inscrit | 1972  |                |

## Liste der Objekte
| Bezeichnung                                                                        | Beschreibung                                                                                            | Standort                                        | Kennzeichnung | Schutzstatus | Datum     | Bild |
| ---------------------------------------------------------------------------------- | --- | ----------------------------------------------- | ------------- | ------------ | --------- | ---- |
| Hauptaltar                                                                         | Altartisch, Altaraufbau und Tabernakel sowie zwei Konsolen; Holz, farbig gefasst und vergoldet, um 1770 | in der Kapelle des ehemaligen Hospitals (Lage)  | PM88001958    | Inscrit      | 2007      |      |
| Skulptur Sitzende Madonna mit Kind                                                 | Holz, Ende des 12. Jahrhunderts                                                                         | Aureil-Maison, in der Kapelle Notre-Dame (Lage) | PM88000497    | Classé       | 1947      |      |
| Johanna-von-Orleans-Altar                                                          | ehemals Anna-Altar; Holz, bezeichnet 1731                                                               | in der Kirche Notre-Dame-de-l’Assomption (Lage) | PM88000499    | Classé       | 1980      |      |
| Deckel des Taufbeckens                                                             | Holz, 18. Jahrhundert                                                                                   | in der Kirche Notre-Dame-de-l’Assomption (Lage) | PM88000502    | Classé       | 1985      |      |
| Orgel                                                                              | Ensemble aus PM88000501 und PM88001036                                                                  | in der Kirche Notre-Dame-de-l’Assomption (Lage) | PM88001143    | Classé       | 1982 1990 |      |
| Orgelempore und -prospekt                                                          | 1842 von Nicolas Antoine Lété gebaut, mit älteren Teilen                                                | in der Kirche Notre-Dame-de-l’Assomption (Lage) | PM88001036    | Classé       | 1990      |      |
| Instrumentalteil der Orgel                                                         | 1842 von Nicolas Antoine Lété gebaut                                                                    | in der Kirche Notre-Dame-de-l’Assomption (Lage) | PM88000501    | Classé       | 1982      |      |
| Gemälde mit Widmung an Schwester Vincente Molina                                   | Ölfarbe auf Leinwand, 1859                                                                              | im ehemaligen Hospital (Lage)                   | PM88001965    | Inscrit      | 2007      |      |
| Skulptur Madonna mit Kind                                                          | Eichenholz, farbig gefasst und vergoldet, zweite Hälfte des 18. Jahrhunderts                            | in der Kapelle des ehemaligen Hospitals (Lage)  | PM88001957    | Inscrit      | 2007      |      |
| Triumphkreuz                                                                       | Holz, farbig gefasst und vergoldet, 16. bis 18. Jahrhundert                                             | in der Kirche Notre-Dame-de-l’Assomption (Lage) | PM88000495    | Classé       | 1961      |      |
| Kelch                                                                              | Silber, vergoldet, Ende des 18. Jahrhunderts                                                            | in der Kirche Notre-Dame-de-l’Assomption (Lage) | PM88000500    | Classé       | 1982      |      |
| Gemälde Heiliger Nikolaus                                                          | Ölfarbe auf Leinwand, 18. Jahrhundert                                                                   | in der Kapelle des ehemaligen Hospitals (Lage)  | PM88001960    | Inscrit      | 2007      |      |
| Hauptaltar                                                                         | Altartisch mit Tabernakel und sechs Altarleuchtern; Marmor, Holz, 18. Jahrhundert                       | in der Kirche Notre-Dame-de-l’Assomption (Lage) | PM88000494    | Classé       | 1957      |      |
| Gemälde Der heilige Karl Borromäus dankt Gott für die Rettung Mailands             | Ölfarbe auf Leinwand, 18. Jahrhundert                                                                   | in der Kapelle des ehemaligen Hospitals (Lage)  | PM88001959    | Inscrit      | 2007      |      |
| Gemälde Der heilige Karl Borromäus spendet den Mailänder Pestkranken die Kommunion | Ölfarbe auf Leinwand, 19. Jahrhundert                                                                   | in der Kapelle des ehemaligen Hospitals (Lage)  | PM88001962    | Inscrit      | 2007      |      |
| Gemälde Landpartie                                                                 | Ölfarbe auf Leinwand, maroufliert, drittes Viertel des 18. Jahrhunderts                                 | im ehemaligen Hospital (Lage)                   | PM88001964    | Inscrit      | 2007      |      |
| Skulptur Madonna mit Kind                                                          | Stein, 15. Jahrhundert                                                                                  | in der Kirche Notre-Dame-de-l’Assomption (Lage) | PM88000493    | Classé       | 1908      |      |
| Pietà                                                                              | Stein, Ende des 15. Jahrhunderts                                                                        | Aureil-Maison, in der Kapelle Notre-Dame (Lage) | PM88000496    | Classé       | 1947      |      |
| Marienaltar                                                                        | Altartisch und Retabel; Holz, bezeichnet 1731                                                           | in der Kirche Notre-Dame-de-l’Assomption (Lage) | PM88000498    | Classé       | 1980      |      |
| Monstranz                                                                          | Silber, vergoldet, 1808                                                                                 | in der Kirche Notre-Dame-de-l’Assomption (Lage) | PM88001953    | Inscrit      | 1981      |      |